# Inghirami (azienda)
Inghirami Company è un gruppo italiano che opera su diversi settori quali il tessile, la moda, l’agroalimentare, l’energia rinnovabile e l’immobiliare. Detiene i marchi Ingram, Fabio Inghirami, Reporter, SanRemo, Pancaldi e Azzurra

## Storia
È stata fondata nel 1949 a Sansepolcro dall'avvocato Fabio Inghirami grazie ad un prestito dai genitori di 7 milioni: installa poco più di una ventina di macchine per fare camicie nel pianterreno di casa. Specializzandosi in una prima fase proprio nella produzione di camicie, apre nel 1959 la Manifattura di Santo Spirito ad Anghiari (camicie di alta qualità), quindi un secondo stabilimento a Sansepolcro e un altro a Città di Castello. Negli anni Sessanta l'azienda diventa nota con il marchio Ingram per le camicie che non si stirano, le Cottonstir, prodotte con un misto terital-cotone e resine.

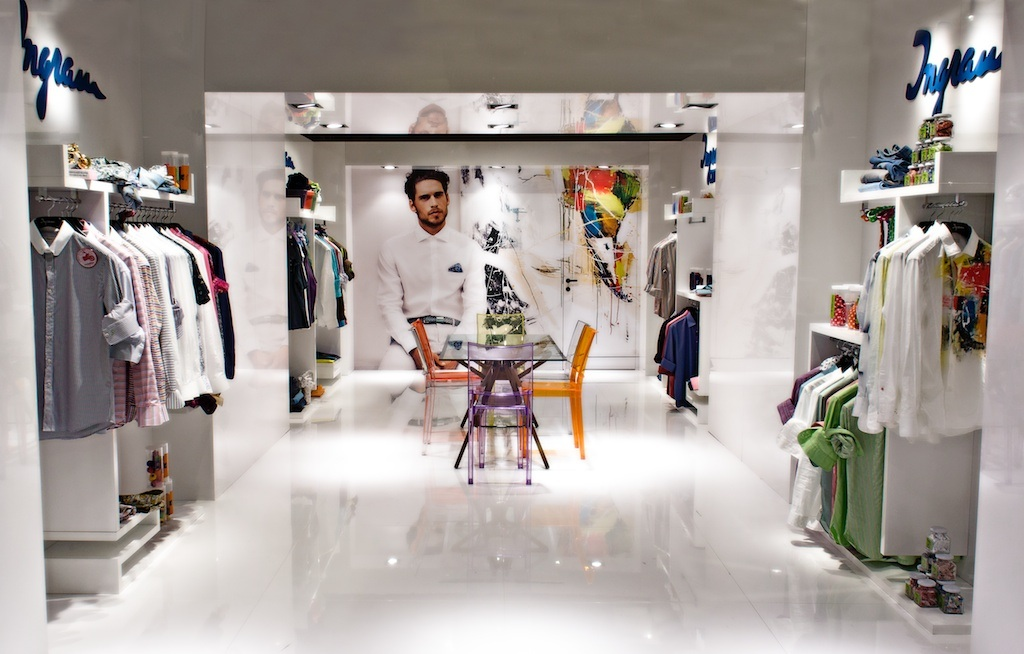
Sala mostra a marchio Ingram

Alla fine degli anni Settanta inizia il periodo delle acquisizioni, di solito aziende in crisi che vengono rimesse economicamente in sesto, allargando progressivamente la propria attività all'intero ciclo di lavorazione di tessuti ed alla confezione di abbigliamento per uomo e donna. Nel 1979 rileva la Reggiani di Bergamo, una stamperia messa in liquidazione da Montefibre; nel 1980 la Multifibre, una tessitura; nel 1981 la Banfi di Garbagnate Milanese (trattamenti tessili); nel 1982 il Cotonificio Vallesusa sotto il nome di Tessitura di Rivarolo. In quel periodo entra anche nel capitale della Montedison, guidata da Mario Schimberni che da lì a non molto cercherà di fare del gruppo chimico che ruota attorno a Mediobanca e alla famiglia Agnelli una public company, insieme ad altri imprenditori: Gianni Varasi, Adone Maltauro, Raul Gardini.
Nel 1984 acquisisce proprio dalla Montedison il Cotonificio Cantoni, un nome storico nel mondo tessile ma economicamente a pezzi e fortemente indebitato. Nel 1995 viene lanciata nel mercato la camicia no stiro "cottonstir" in 100% puro cotone makò che diventa il prodotto leader nella categoria. Nel 2019 il Gruppo conta 50 negozi monomarca in Italia e oltre 1000 clienti in tutto il mondo.
Il Gruppo Inghirami, all'inizio degli anni 70 del XX secolo, acquista la Fattoria di Grignano, Tenuta Medicea situata sulle colline del Chianti nei pressi di Pontassieve a 12 km da Firenze. All'inizio degli anni 2000 la proprietà è ampliata con l'acquisizione della Fattoria Pievecchia. La Tenuta Grignano oggi si estende per oltre 600 ettari coltivati a metodo biologico dove vengono prodotti vini Chianti Rufina DOCG, vini IGT Toscana e olio extra-vergine di oliva.